# Iglesia de Santa María la Real (Olite)
La iglesia de Santa María la Real de Olite es una iglesia monumental situada en la ciudad de Olite (Navarra). De su decoración destacan su fachada de arquitectura gótica y su retablo renacentista obra de Pedro de Aponte. El 17 de enero de 1925 fue declarada Bien de Interés Cultural del patrimonio español

## Historia
Se empezó a construir durante el primer tercio del siglo XIII, junto al Palacio de los Teobaldos y Palacio Real de Olite, para ser utilizada por los monarcas navarros de la Casa de Evreux en sus actos religiosos. El palacio real disponía inicialmente en Santa María de una capilla propia dedicada a San Jorge. En principio, la iglesia de Santa María fue dependiente de la iglesia de San Pedro en la misma localidad, pero con el tiempo adquirió consiguió el rango de parroquia en una disposición tomada en el Concilio de Trento (1545-1563). Aunque en un principio tenía una mezcla de estilos Cisterciense y Gótico inicial, el proyecto fue modificándose hacía el gótico pleno.
En 1776 se amplió la iglesia con la Capilla del Cristo, que posteriormente fue reformada para acoger la sacristía de la iglesia, mientras que la sacristía original pasó a formar parte del patio del palacio real.
Actualmente es uno de los conjuntos monumentales más ricos de la Comunidad Foral, así como uno de los más visitados.

## Elementos arquitectónicos

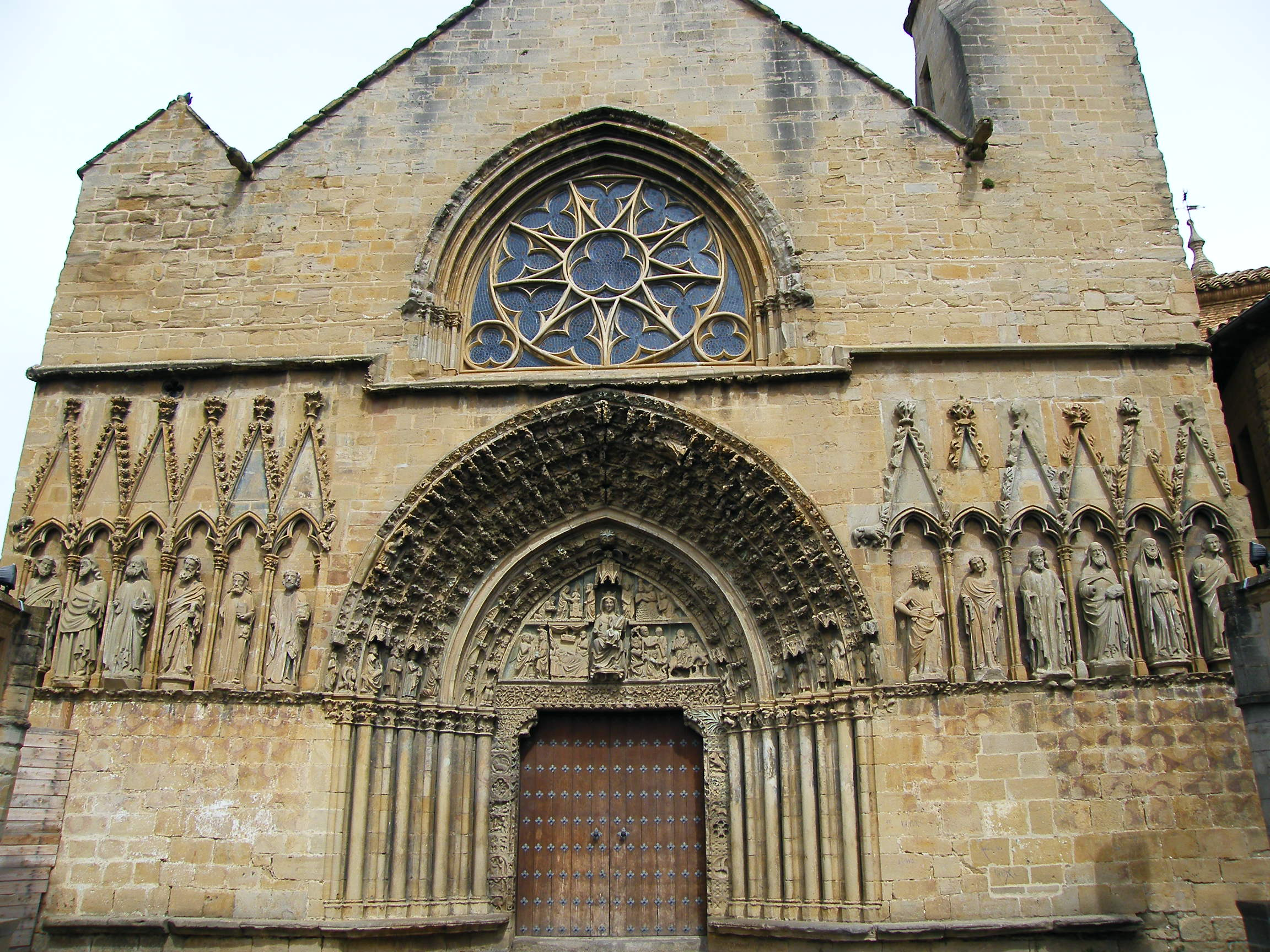
Fachada de Santa María la Real

La fachada principal es uno de los conjuntos más importantes de la escultura gótica navarra. Se acabó sobre el año 1300 y tiene claras influencias de la Catedral de Notre Dame de París.
Contiene una portada de arco ojival que está flanqueada por un friso con un apostolado (representación de los doce apóstoles). La decoración del arco está presidida por una imagen de María con el Niño, flanqueada con representaciones de varios pasajes de la biblia. La Anunciación de María, el nacimiento de Jesús, la matanza de los inocentes, la huida a Egipto y el bautismo de Jesús.
Sobre el arco de la portada se ubica un segundo arco ojival que contiene un rosetón de gran tamaño y dos rosetones menores para rellenar el hueco de la parte inferior del arco. Los vitrales del rosetón son modernos (se repusieron en 1998) y están formados por mosaicos que forman un patrón abstracto con cierta simetría radial.
El atrio se añadió hacia 1432, y tiene un arco de entrada flanqueado por dos esculturas de Doña Blanca de Navarra y la Virgen con el Niño, que descansan sobre ménsulas con las armas de Doña Blanca y Juan II de Aragón, atribuidas al taller del maestro escultor Jehan de Lome. Ambas esculturas han sufrido el desgaste debido al paso del tiempo a la intemperie.

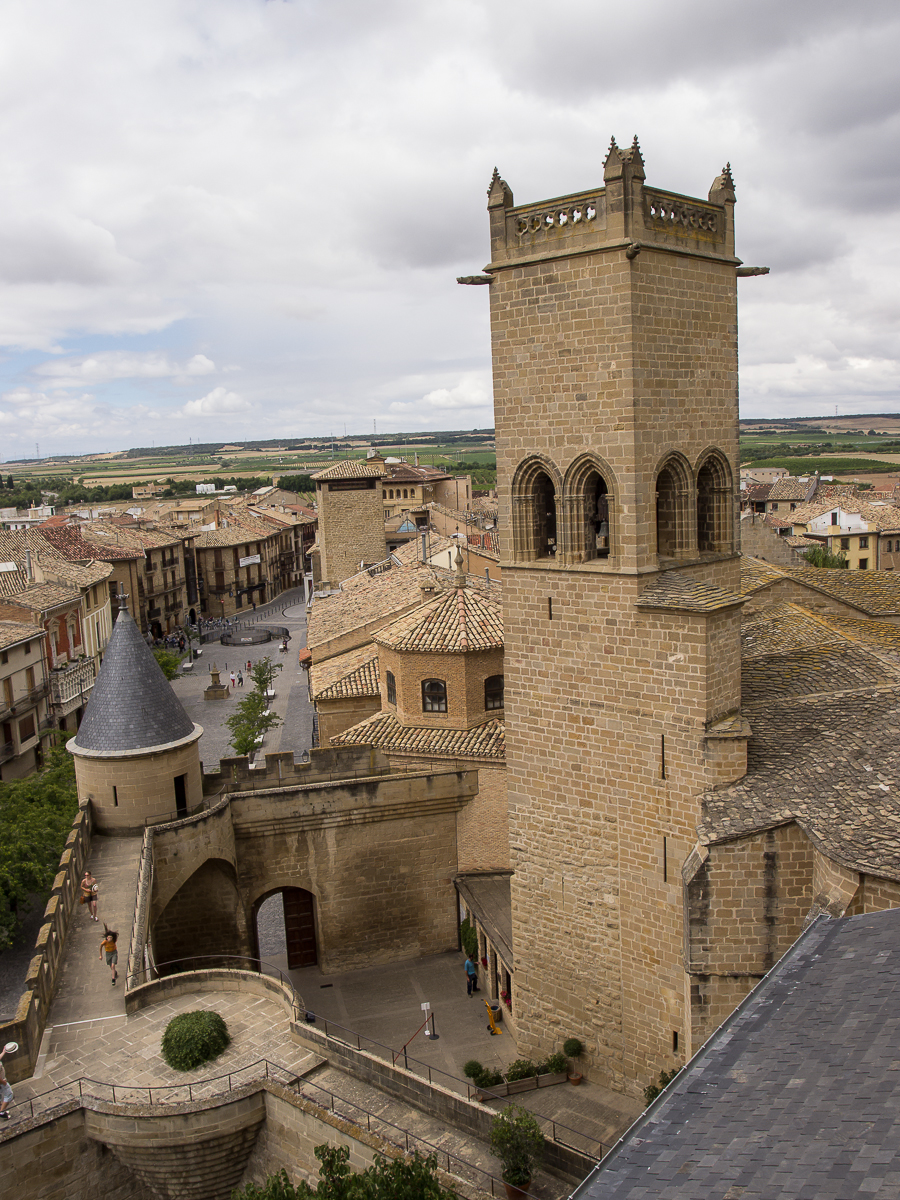
Torre y campanario de Santa María la Real

La torre, de planta cuadrada, se construyó en el siglo XV aprovechando el cuerpo de un torreón romano construido con sillares almohadillados, sobre el cual se siguió construyendo para darle altura y dotarla de un campanario. La decoración de la torre es austera, habiendo perdido posiblemente toda la policromía en las últimas restauraciones.
El campanario abre dos vanos en cada cara, dónde se ubican las campanas, decorados como si de una pequeña portada gótica se tratara, mediante abocinamiento del vano y columnillas. En la cara que da a la plaza de entrada al castillo, se abre sobre los dos vanos un tercero de mayor tamaño, en el que se encuentra la campana más grande de la torre, con una decoración mucho más austera que los ocho que se abren en la torre. 
El remate superior de la torre, fabricado en 1918 durante la restauración del palacio, consta de una balaustrada y algunas gárgolas.
En 1785 se colocó un órgano de estilo rococó en el coro de la iglesia.
Entre los años 2015 y 2016 se llevó a cabo una restauración del pórtico.

## Retablo mayor

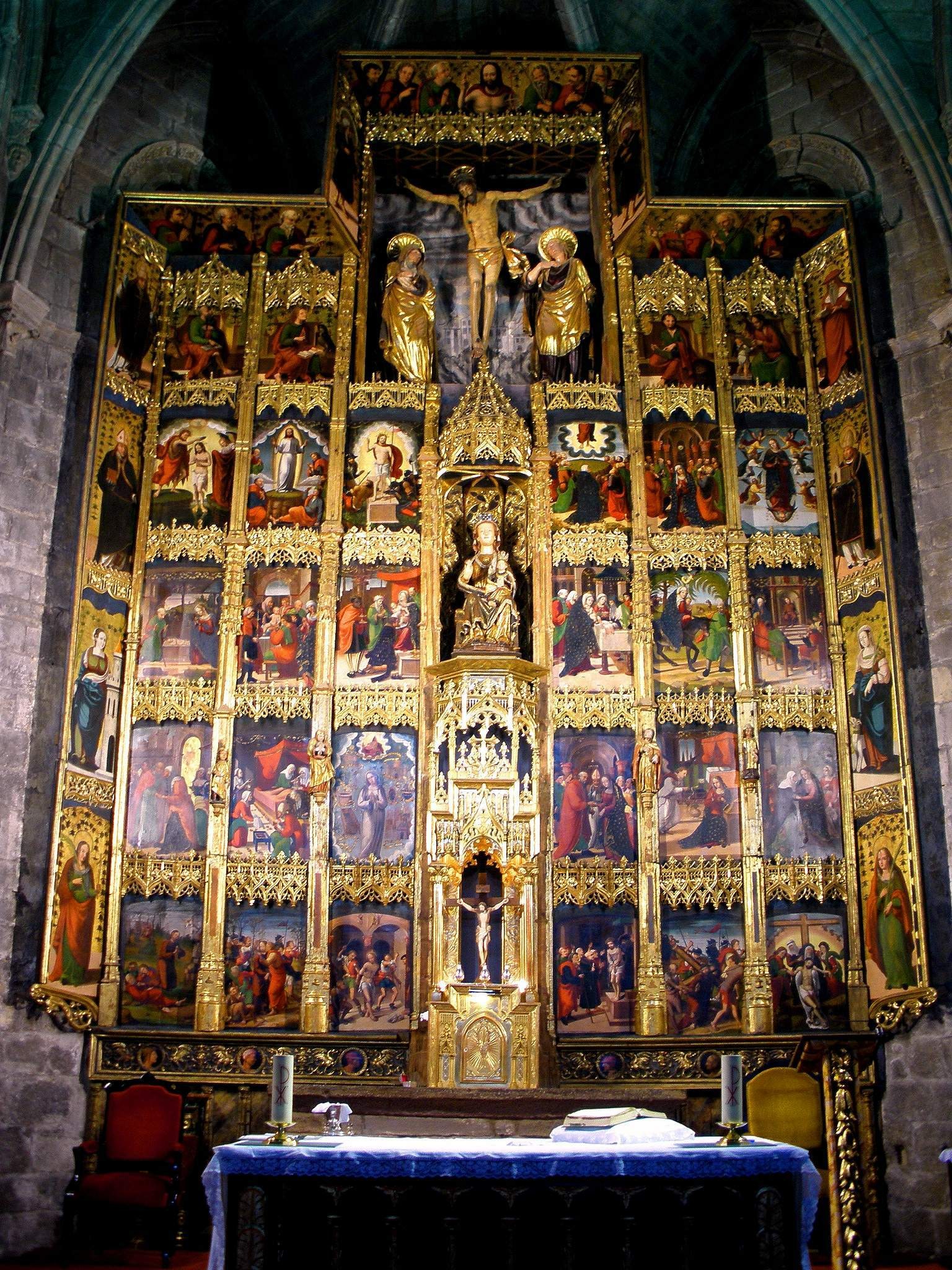
Retablo de Santa María de Olite de Pedro de Aponte (1528).

En el interior de la iglesia destaca el retablo mayor por manifestar un estilo de tránsito entre lo gótico y lo renacentista e influencias de la pintura italiana, flamenca y alemana. Fue colocado en 1528, poco antes de morir su autor Pedro de Aponte. El retablo está presidido por una talla gótica de la Virgen con el Niño y contiene 28 tablas de pintura al óleo representando pasajes de la vida de Jesús dispuestas en 5 filas con la siguiente disposición (de abajo hacia arriba, y de izquierda a derecha):
1. Pasajes de la pasión: Oración del Huerto, Prendimiento de Jesús, Flagelación, Ecce Homo, Camino del calvario, La Piedad.
2. Vida de la Virgen: Abrazo ante la puerta dorada, Natividad de María, Inmaculada, Desposorios de la Virgen, Anunciación y Visitación.
3. Infancia de Jesús: Nacimiento, Circuncisión de Jesús, Adoración de los Reyes Magos, Presentación en el templo, Huida a Egipto y Jesús entre los doctores.
4. Pasajes importantes de la biblia : Bautismo de Jesús, Transfiguración de Jesús, Resurrección de Jesús, Ascensión, Pentecostés y Asunción de María.
5. Los cuatro evangelistas: Lucas, Juan, Marcos y Mateo.

En los guardapolvos laterales del retablo se acogen pinturas de los padres de la iglesia y varias vírgenes mártires. En la izquierda Santa Margarita, Santa Bárbara, San Gregorio Magno y San Ambrosio. En el de la derecha, Santa Engracia, Santa Quiteria, San Agustín y San Jerónimo.
En la parte superior del retablo hay pinturas de los doce apóstoles, Cristo en Majestad y los profetas Zacarias y Jeremías.